# Coracopsis nigra
Il vasa minore (Coracopsis nigra (Linnaeus, 1758)) è un uccello della famiglia degli Psittaculidi.

## Descrizione
Rispetto al suo congenere Coracopsis vasa, ha taglia più ridotta (35 cm) ma è del tutto simile per aspetto, abitudini e habitat.

## Distribuzione e habitat
La specie è diffusa in Madagascar e nelle isole Comore.

## Tassonomia
Sono note tre sottospecie:
- C. nigra nigra (Linnaeus, 1758), sottospecie nominale, localizzata nella parte orientale del Madagascar;
- C. nigra libs Bangs, 1927, localizzata nella parte occidentale e meridionale del Madagascar;
- C. nigra sibilans Milne-Edwards e Oustalet, 1885, localizzata nelle isole Grande Comore e Anjouan;

La sottospecie C. nigra barklyi E. Newton, 1867, localizzata sull'isola di Praslin (Seychelles) è oggi inquadrata come specie a sé stante (Coracopsis barklyi).